# BTC Business Technology Consulting
Koordinaten: 53° 8′ 54″ N, 8° 11′ 57,7″ O

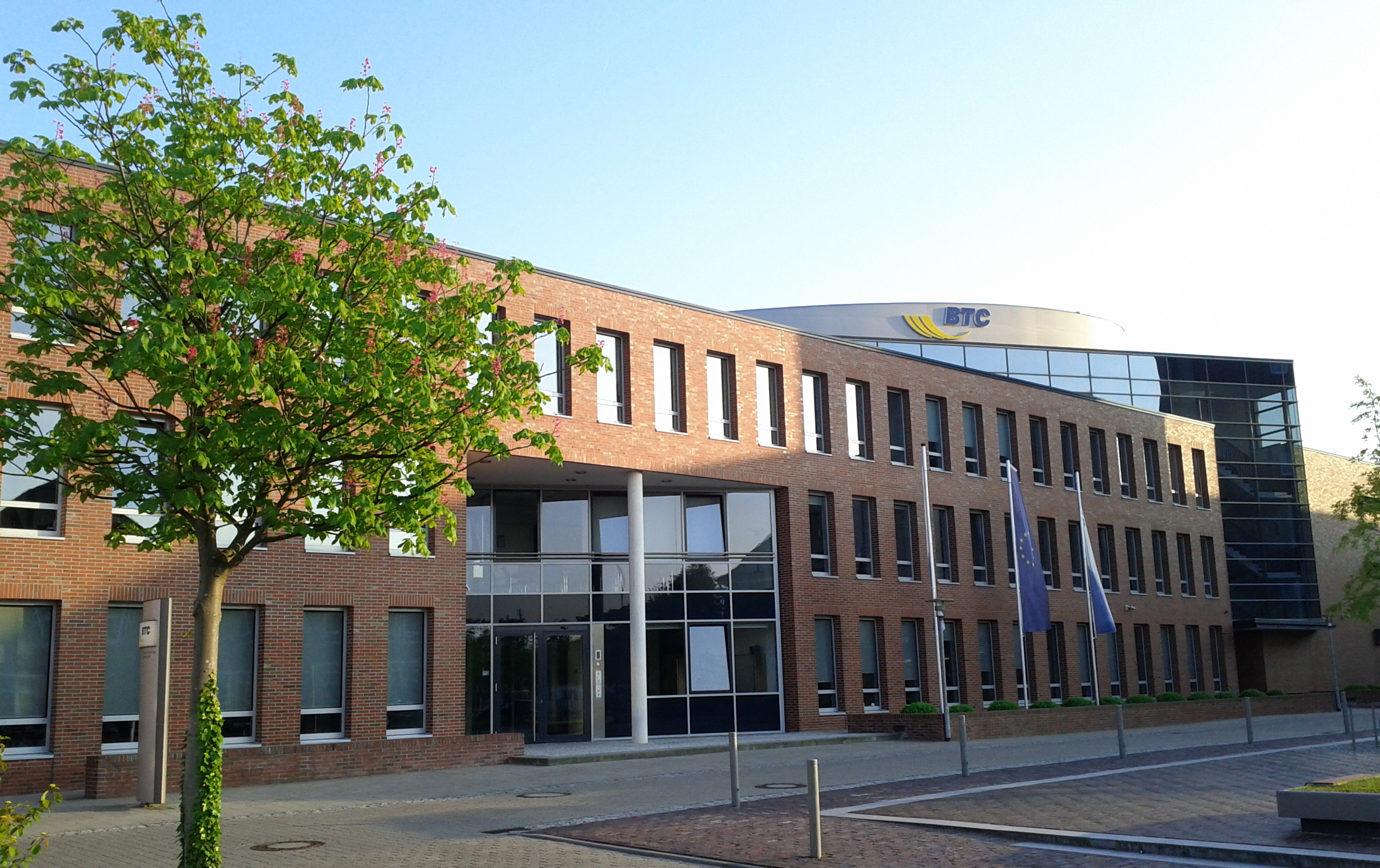
Firmensitz in Oldenburg

Die BTC Business Technology Consulting AG (BTC AG) ist ein IT-Consulting-Unternehmen aus Deutschland mit Niederlassungen in China, Japan, Polen, Rumänien, der Schweiz, der Türkei und den USA. Das Unternehmen mit mehr als 2.600 Mitarbeitern und Hauptsitz in Oldenburg ist Partner von SAP, Microsoft und AWS. BTC erzielte 2024 einen Umsatz von 332 Mio. Euro nach 300 Mio. Euro im Jahr 2023 und 259 Mio. Euro im Jahr 2022.
Seit einer Neuausrichtung Ende 2021 beschäftigt sich die BTC mit der Management-, Prozess- und Digitalisierungsberatung und der Beratung auf dem Gebiet der Informations- und Kommunikationstechnik ("IKT"). Dazu gehört die Entwicklung, Vermarktung, Integration, Installation sowie der Betrieb von digitalen und IKT-basierten Systemen, digitaler und IKT-basierter Lösungen und Produkte. BTC hat ein auf Branchen ausgerichtetes IT-Beratungsangebot in den Bereichen Energie, Telekommunikation, Öffentlicher Sektor, Industrie und Dienstleistungen. Das Angebot umfasst Beratung, Systemintegration sowie Applikations- und Systemmanagement. Ein weiterer Fokus liegt auf energienahen Softwareprodukten.

## Geschichte
Im Jahr 2000 entstand durch die Fusion der drei Unternehmen UMC GmbH, CCC und NETplus GmbH die BTC AG mit damals 126 Mitarbeitern. In den folgenden Jahren wurden weitere Unternehmensbeteiligungen übernommen. Dazu zählen in den Jahren 2001–2007 folgende Unternehmen: Convera GmbH, BCI GmbH, KT Management Beratung GmbH, APUS4 AG in der Schweiz, Optinet Solutions GmbH in Bremen, AIL Heil & Partner GmbH in Würzburg, pmc GmbH in Neckarsulm, OSC-IM Systems AG, STS GmbH in Berlin, AOV IT.Services GmbH in Gütersloh, E-Commerce-Dienstleister hmmh multimediahaus AG von der Seekamp Werbegruppe, Bremen, PRO CONSULT Management- und Systemberatung AG in Münster, BTC Embedded Systems AG. Im Jahr 2009 wurde die Geschäftseinheit System Management in die 100-prozentige Tochter BTC IT Services GmbH ausgegliedert. Im Jahr 2014 wurde die hmmh multimediahaus AG an die Serviceplan Group veräußert. Im Jahr 2018 wurde das Beratungsunternehmen best-blu consulting with energy GmbH aus Salzgitter sowie der SAP-Dienstleister im Energiebereich Selecta Energy Consulting GmbH aus Kelkheim übernommen. Im Jahr 2021 folgte die Übernahme des Data-Analytics- und Data-Science-Beratungsunternehmens Five1 GmbH aus Heidelberg. Im Februar 2023 wurde GP+S Consulting aus Bad Homburg Teil der BTC Gruppe, um mit strategischer Management-Beratung für Wachstum und Transformation zu unterstützen.
Seit Juli 2004 hat die BTC den Status als SAP Systemhaus. Ende 2021 wurde der BTC der AWS Energy Competency Status zugewiesen.

## Unternehmensstruktur
Die BTC Gruppe setzt sich heute aus folgenden Töchtern und Niederlassungen zusammen:
- BTC IT Services GmbH[13]
- PRO consult GmbH[14]
- best blu consulting with energy GmbH[15]
- SEC Selecta Energy Consulting GmbH[16]
- Five1 GmbH[17]
- GP+S Consulting[18]
- BTC Embedded Systems AG[19]
- BTC Sp. z.o.o.[20]
- BTC (Schweiz) AG[21]
- BTC Bilişim Hizmetleri A. Ş.[22]
- BTC Software Technology Co. Ltd. (Shanghai)

Die BTC AG ist ein 100-prozentiges Tochterunternehmen der EWE AG. Laut Lünendonk-Liste ist die BTC im Bereich der IT-Service-Unternehmen in Deutschland auf Platz 8 nach Umsatz in Deutschland und Platz 6 nach Mitarbeiterzahl in Deutschland.

## Standorte
Das Unternehmen unterhält in Deutschland neben dem Hauptsitz in Oldenburg weitere Niederlassungen und Töchter in Berlin, Bremen, Hamburg, Leipzig, Münster, Neckarsulm, Wolfsburg und Frankfurt. Ferner ist das Unternehmen in der Schweiz (Zürich), in Polen (Poznań), in der Türkei (Istanbul, Ankara), China (Shanghai), Rumänien (Timișoara, Tochter der BTC Embedded Systems), Frankreich (Paris, Bureau de Liaison der BTC Embedded Systems) sowie in Japan (Tokio, Tochter der BTC Embedded Systems) vertreten.